# Tuffi ai campionati europei di nuoto 2018 - Trampolino 3 metri sincro misti
Il concorso dei tuffi dal trampolino 3 metri sincro misti ai Campionati europei di nuoto 2018 si è svolto l'8 agosto 2018 alla Royal Commonwealth Pool di Edimburgo e vi hanno preso parte 10 coppie miste di atleti, provenienti da altrettante diverse nazioni.

## Medaglie
| Posizione | Atleti                              | Paese         |
| --------- | ----------------------------------- | ------------- |
| Oro       | Lou Massenberg Tina Punzel          | Germania      |
| Argento   | Ross Haslam Grace Reid              | Gran Bretagna |
| Bronzo    | Viktorija Kesar Stanislav Oliferčyk | Ucraina       |

## Risultati
| Pos.    | Nazionalità   | Atleti                              | Punti  |
| ------- | ------------- | ----------------------------------- | ------ |
| Oro     | Germania      | Lou Massenberg Tina Punzel          | 313.50 |
| Argento | Gran Bretagna | Ross Haslam Grace Reid              | 308.67 |
| Bronzo  | Ucraina       | Viktorija Kesar Stanislav Oliferčyk | 291.81 |
| 4       | Paesi Bassi   | Pascal Faatz Inge Jansen            | 278.10 |
| 5       | Svizzera      | Michelle Heimberg Jonathan Suckow   | 274.50 |
| 6       | Austria       | Nikolaj Schaller Selina Staudenherz | 272.40 |
| 7       | Italia        | Elena Bertocchi Maicol Verzotto     | 268.05 |
| 8       | Polonia       | Kacper Lesiak Kaja Skrzek           | 265.02 |
| 9       | Svezia        | Daniella Nero Vinko Paradzik        | 233.34 |
| 10      | Russia        | Nadezhda Bazhina Nikita Shleikher   | 207.84 |